# Vi kræver ligeløn!
|  | Denne artikel er oprettet af botten PalnaBot ud fra en ekstern database. Den kan derfor have sproglige fejl eller mangler. Denne skabelon kan fjernes efter kontrol af indholdet. |

Vi kræver ligeløn! er en dokumentarfilm instrueret af Lisbeth Dehn Holgersen efter manuskript af Lisbeth Dehn Holgersen.

## Handling
Filmen følger arbejderkvindernes kamp for ligeløn i 1971, hvor de forlangte, at LO's forhandlingsledere ikke underskrev overenskomsten uden ligelønskravet var opfyldt. Det gjorde man(d) nu alligevel. Filmen er varm og indimellem underholdende. Kvinder fra andre samfundslag står til rådighed i organiseringen og bakker i det hele taget kampen op, uden at overtage den.